# Сан-Марино на літніх Олімпійських іграх 1976
Сан-Марино брало участь у Літніх Олімпійських іграх 1976 року у Монреалі (Канада), але не завоювало жодної медалі.

## Результати змагань

### Легка атлетика
- Джузеппіна Ґрассі
Жінки, Стрибки у висоту: Не пройшла кваліфікацію

- Ґрацієлла Сантіні
Жінки, стрибки у довжину: 29 місце у кваліфікації

### Велоспорт
- Даніеле Чезаретті
Шосейні велоперегони: ??

### Стрільба
- Бруно Моррі
Швидкий пістолет: 36 місце

- Роберто Таманьїні
Швидкий пістолет: 46 місце

- Італо Казалі
Малокаліберна гвинтівка з трьох положень: 56 місце

- Паскуаль Паскі
Малокаліберна гвинтівка з трьох положень: 57 місце

- Альфредо Пелліччіоні
Малокаліберна гвинтівка з положення лежачи: 76 місце

- Лео Франчіозі
Трап: 21 місце

- Сільвано Раганіні
Трап: 29 місце